# Frank Otto (magnat des médias)
Pour les articles homonymes, voir Frank Otto.
Frank Otto (né le 7 juillet 1957 à Hambourg) est un magnat des médias allemand.

## Biographie
Frank Otto est le fils de Werner Otto, fondateur d'Otto ; il est le frère cadet de Michael Otto.
Il fait une formation de restaurateur d'art au musée des Arts et Métiers de Hambourg et étudie les arts plastiques à l'école d’art Muthesius à Kiel dans la classe de Harald Duwe. Il devient musicien et producteur de musique (groupes : Otto & the Ottodoxen, City Nord, Goya). En 1987, il fonde avec Rolf Baierle (éditeur de musique) et Klaus Schulz (éditeur du magazine OXMOX) OK Radio, la deuxième radio privée de Hambourg (aujourd'hui Hamburg Zwei) dont il est jusqu'à aujourd'hui actionnaire majoritaire.En 1993, il est un des créateurs de VIVA. En 1995, il fonde Hamburg 1, l'une des premières stations de télévision régionales privées en Allemagne. Il est aussi actionnaire de Delta radio, Radio Nora, 98.8 Kiss FM, Energy Sachsen, RauteMusik.FM, laut.de/laut.fm...
De 1999 à 2003, il est actionnaire du Hamburger Morgenpost par City-Boulevard Beteiligungs GmbH und Co. KG qu'il fonde avec Hans Barlach.
En juin 2004, il donne 600 000 euros au FC Sankt Pauli pour éviter la dissolution du club.
À l'Exposition spécialisée de 2005, au Japon, il présente pour la première fois son projet musical et multimédia TRIP – Remix Your Experience. Otto crée en 2007 Ferryhouse, société de production de musique et de films. En 2008, il fonde Radiopark Gruppe. Par Loreley Venue Management en 2010, il prend part à la rénovation et à l'animation de la Freilichtbühne Loreley. En 2011, il couvre l'élection de Hambourg au Prix de la Capitale verte de l’Europe par greencapital.tv.
Il est marié jusqu'en 2001 avec l'animatrice Sandra Maahn et a deux enfants. Il a aussi deux enfants de son union avec Stefanie Volkmer de 2008 à 2015. Depuis 2016, il a une liaison avec le mannequin Nathalie Volk.